# Бурхард фон Олденбург-Вилдесхаузен
Бурхард фон Олденбург-Вилдесхаузен (на немски: Burchard von Oldenburg-Wildeshausen; * ок. 1175; † 6 юли 1233 при Хемелскамп до Делменхорст) от фамилията Олденбург е граф на Вилдесхаузен, Флото и Фехта (1199 – 1233) и кръстоносец.

## Биография
Той е вторият син на граф Хайнрих II фон Олденбург-Вилдесхаузен († 1198, Палестина) и Беатрикс фон Халермунд († сл. 1194), дъщеря на граф Вилбранд I фон Локум-Халермунд. Племенник е на Герхард I († 1219), епископ на Оснабрюк (1192 – 1216) и архиепископ на Бремен (1216 – 1219), и на Ото I фон Олденбург († 1218), епископ на Мюнстер. Роднина е по майчина линия на архиепископите на Магдебург Албрехт I фон Кефернбург († 1232) и на Вилбранд фон Кефернбург († 1253). Брат е на граф Хайнрих III († 1234, убит в битка при Алтенеш), Егилмар († 1217 в Светите земи), каноник в Мюнстер, и на Вилбранд фон Олденбург († 1233), епископ на Падерборн (1211 – 1233) и Утрехт (1227 – 1233).
Около 1199 г. Бурхард поема управлението на графството Вилдесхаузен–Бруххаузен заедно с брат си Хайнрих III. Те разделят неофициално територията. До смъртта си той има титлата граф в Алт-Вилдесхаузен.
През 1215/1216 г. той участва в кръстоносен поход против езическите ести в Ливония. През 1225 г. Бурхард е в Източна Прусия и помага против шедингите. През 1233 г. той е на служба при епископа на Бремен Герхард II фон Липе и отново участва в кръстоносен поход.
Бурхард е убит на 6 юли 1233 г. на 56 години в битка близо до Хемелскамп (до Делменхорст) и е погребан в Растеде.

## Фамилия
Първи брак: с Хилдегунд фон Шауенбург, дъщеря на граф Адолф III фон Шауенбург († 1225) и втората му съпруга Аделхайд фон Кверфурт († ок. 1210). Те имат една дъщеря:
- София († 1261), омъжена за граф Ото II фон Равенсберг († 1244)

Втори брак: с графиня Кунигунда фон Шотен-Бреда (* 1180; † 1230/сл. 1233), дъщеря на граф Хайнрих фон Бреда († 1187) и Христина († 1187). Брат му Хайнрих е женен за Ермтруд, сестрата на Кунигунда. Бурхард и Кунигунда имат децата:
- Хайнрих IV фон Олденбург-Вилдесхаузен (* 1205; † 1271, Палестина), женен пр. 18 март 1253 г. за Елизабет фон Текленбург (* 1222; † сл. 1268)
- Вилбранд († сл. 9 август 1230)
- Ото († 1261 или по-късно), каноник във Ферден 1240, провост на Св. Йохан в Минден 1258, каноник в Магдебург 1260
- Томас († 1273 или по-късно), каноник в Бремен 1259/1272
- Герхард († 1270 или по-късно), каноник в Бремен 1244/1270
- Лудолф († сл. 9 юли 1279), провост в Елстен 1241/1271, каноник в Утрехт 1259